# Portela
La Portela (nome completo Grêmio Recreativo Escola de Samba Portela) è una scuola di samba di Rio de Janeiro. Assieme alle scuole Deixa Falar e Mangueira forma la triade delle scuole fondatrici del carnevale carioca.

## Storia
Nel corso dei primi decenni del carnevale di Rio de Janeiro, Portela è diventata una delle sue principali scuole di samba e, con la vittoria del 2017, è la scuola che detiene il maggior numero di titoli del carnevale carioca, ben 22.
All'interno della Portela, esiste il gruppo musicale Velha Guarda da Portela (vecchia guardia della Portela) costituito dalle vecchie glorie e dai musicisti più anziani, fra cui Candeia, Clementina de Jesus e Tia Surica.
La Portela ha come mascotte un'aquila con le ali spiegate e i suoi colori ufficiali sono blu e il bianco.

## Galleria d'immagini

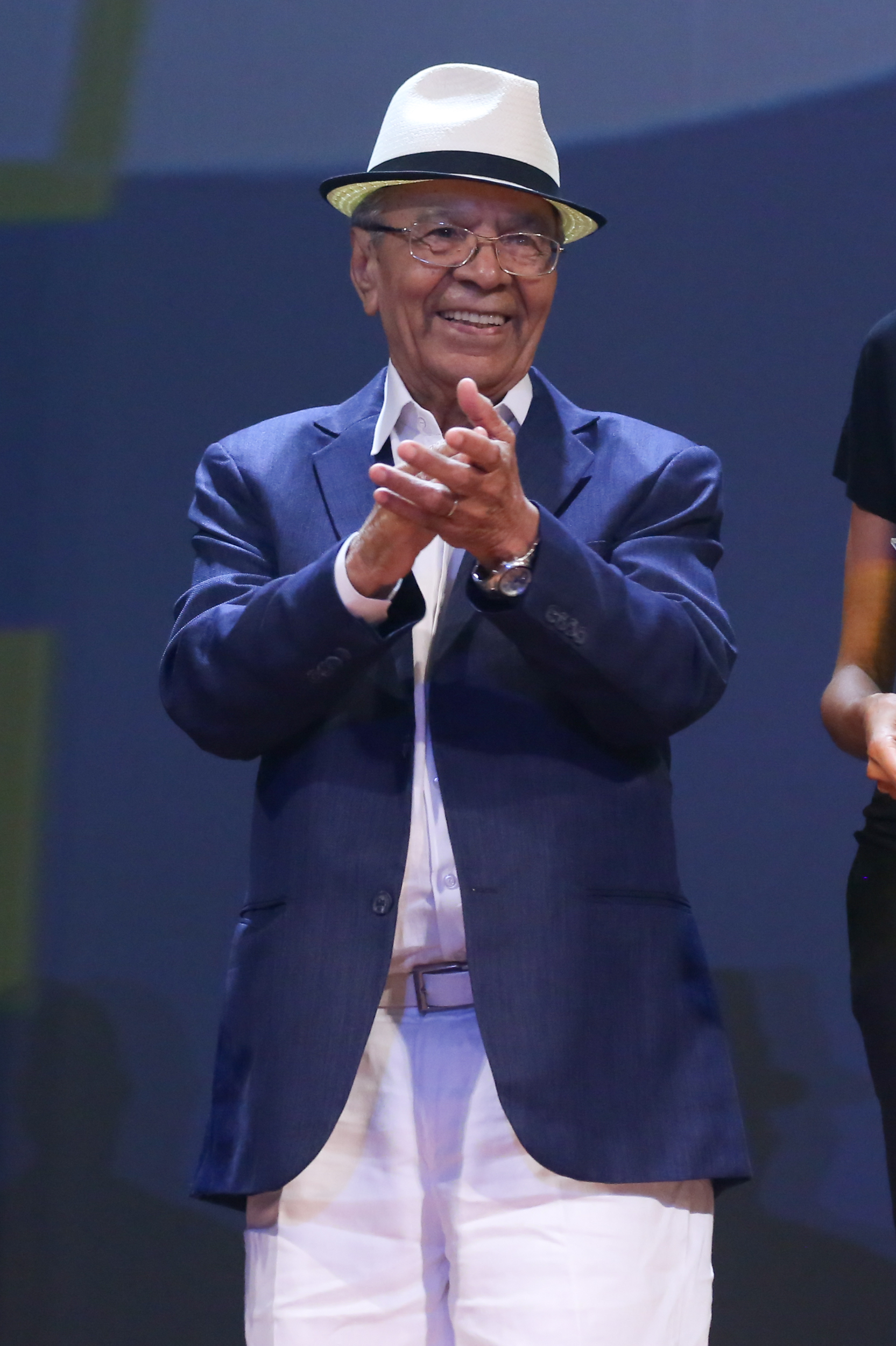
Il cantante Monarco, presidente onorario della Portela
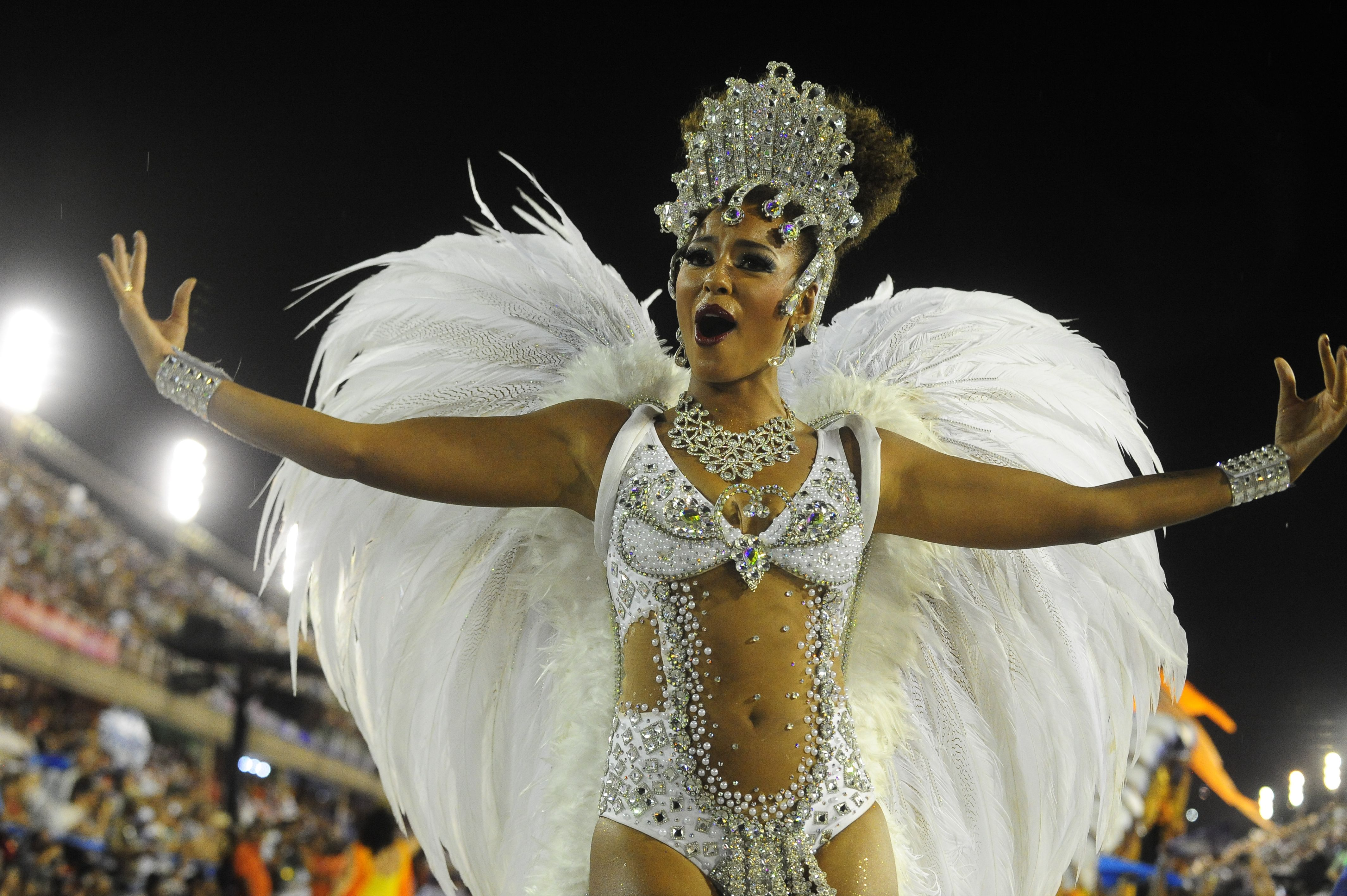
L'attrice Sheron Menezzes, durante il carnevale del 2015